# ひたち野うしく駅

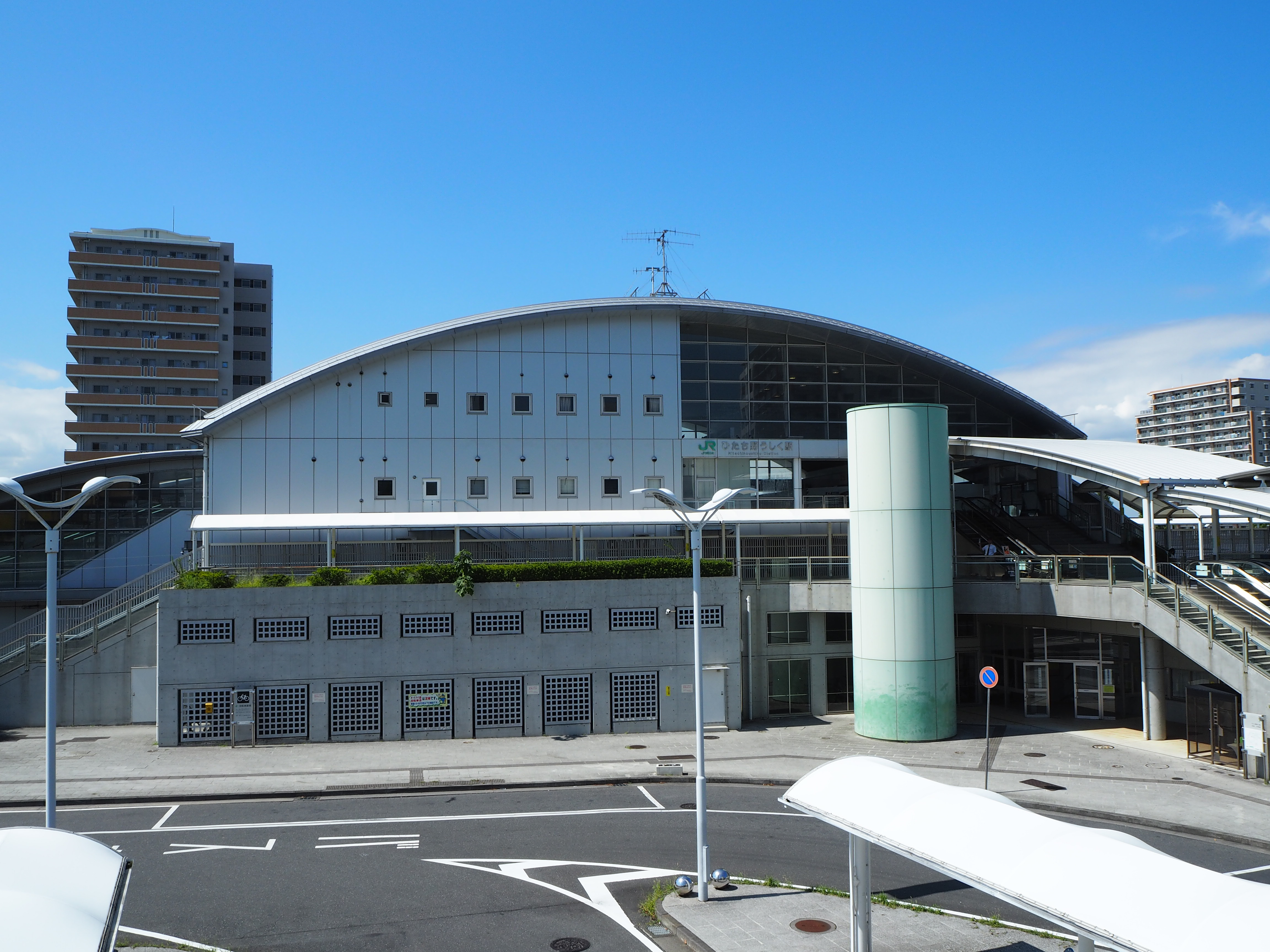
東口（2016年9月）

ひたち野うしく駅（ひたちのうしくえき）は、茨城県牛久市ひたち野西三丁目にある、東日本旅客鉄道（JR東日本）常磐線の駅である。

## 概要
牛久市北部に位置する。1985年に開催された国際科学技術博覧会（科学万博）の臨時駅・万博中央駅の跡地に、1998年に開業した。2023年現在、茨城県内の常磐線の駅では最も新しく開業した駅である。

## 歴史
- 1996年（平成8年）9月2日：駅舎の建設工事に着手[3]。
- 1998年（平成10年）3月14日：万博中央駅跡地に東日本旅客鉄道の駅として開業[1]。開業時より自動改札機を設置[4]。
- 1999年（平成11年）：関東の駅百選に選定される。
- 2001年（平成13年）11月18日：ICカード「Suica」の利用が可能となる。
- 2003年（平成15年）3月31日：駅レンタカー営業終了[5]。
- 2016年（平成28年）7月10日：JR東日本ステーションサービスが駅業務を受託する業務委託駅（牛久駅管理）となる。
- 2020年（令和2年）11月1日：牛久駅の業務委託化に伴い、龍ケ崎市駅の管理下に変更される。

## 駅構造
島式ホーム2面4線を有する地上駅で、橋上駅舎を持つ。
JR東日本ステーションサービスが駅業務を受託している龍ケ崎市駅管理の業務委託駅。みどりの窓口・Suica対応自動改札機・指定席券売機・自動券売機設置駅。改札口・ホームにLED式発車標が設置されている。

### のりば
| 番線 | 路線             | 方向 | 行先                         |
| ---- | ---------------- | ---- | ---------------------------- |
| 1・2 | ■ 常磐線         | 上り | 我孫子・上野・東京・品川方面 |
| 1・2 | ■ 上野東京ライン | 上り | 我孫子・上野・東京・品川方面 |
| 3・4 | ■ 常磐線         | 下り | 水戸・いわき方面             |

（出典：JR東日本:駅構内図）
- 1・4番線は待避線（朝の下り・日中の上りを除く時間帯で特急の通過待ち）、2・3番線は本線（特急・特別快速が使用[注釈 1]）となっている。
- 朝の上り2本と、夜間以降の下りに運転されている「ときわ」の一部が当駅に停車する。また、毎年7月に稲敷郡阿見町のゴルフ場で開催されるGMOインターネットレディース（旧：サマンサタバサレディース）開催日には「ひたち」も一部が当駅に停車する。

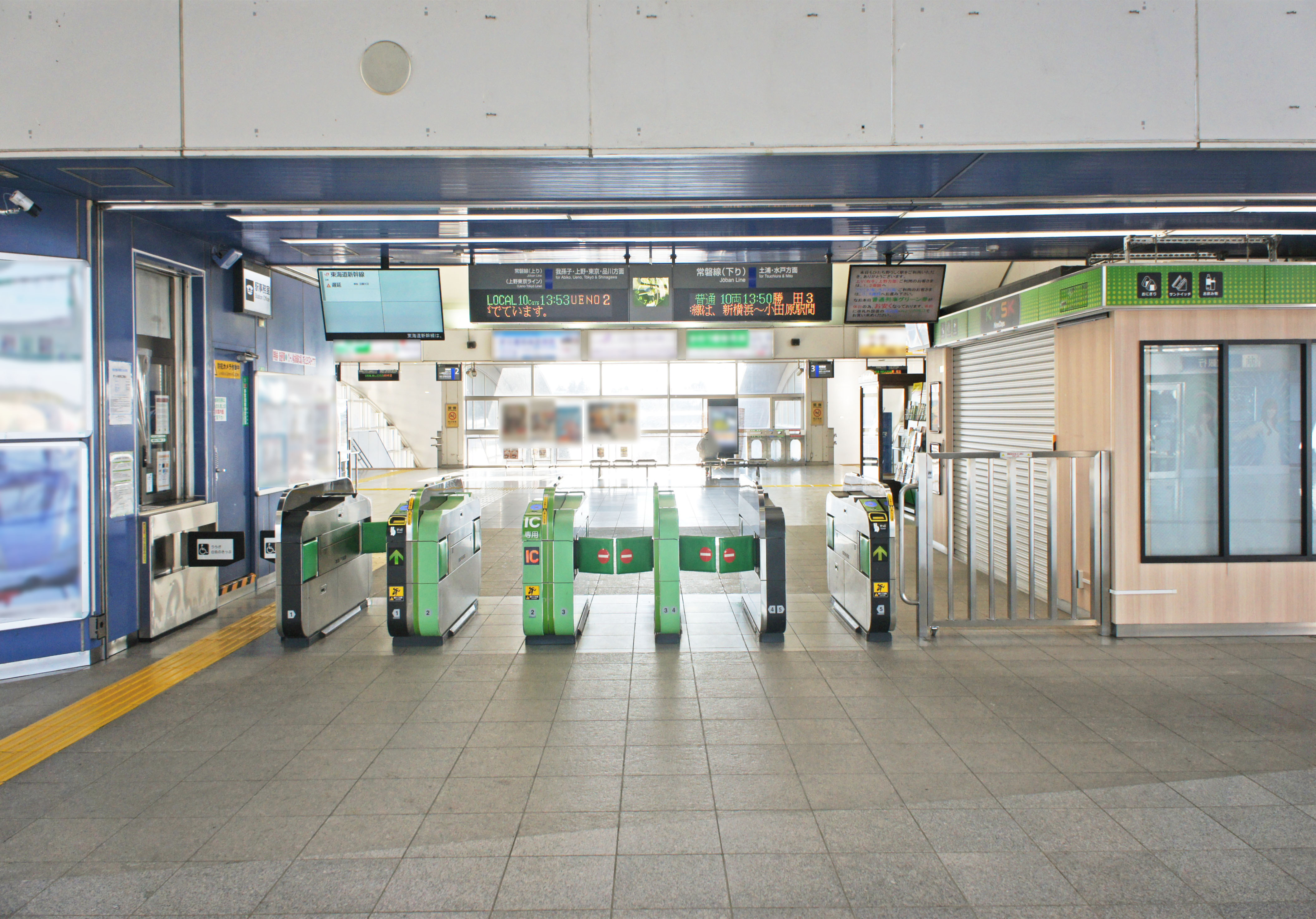
改札口（2022年1月）
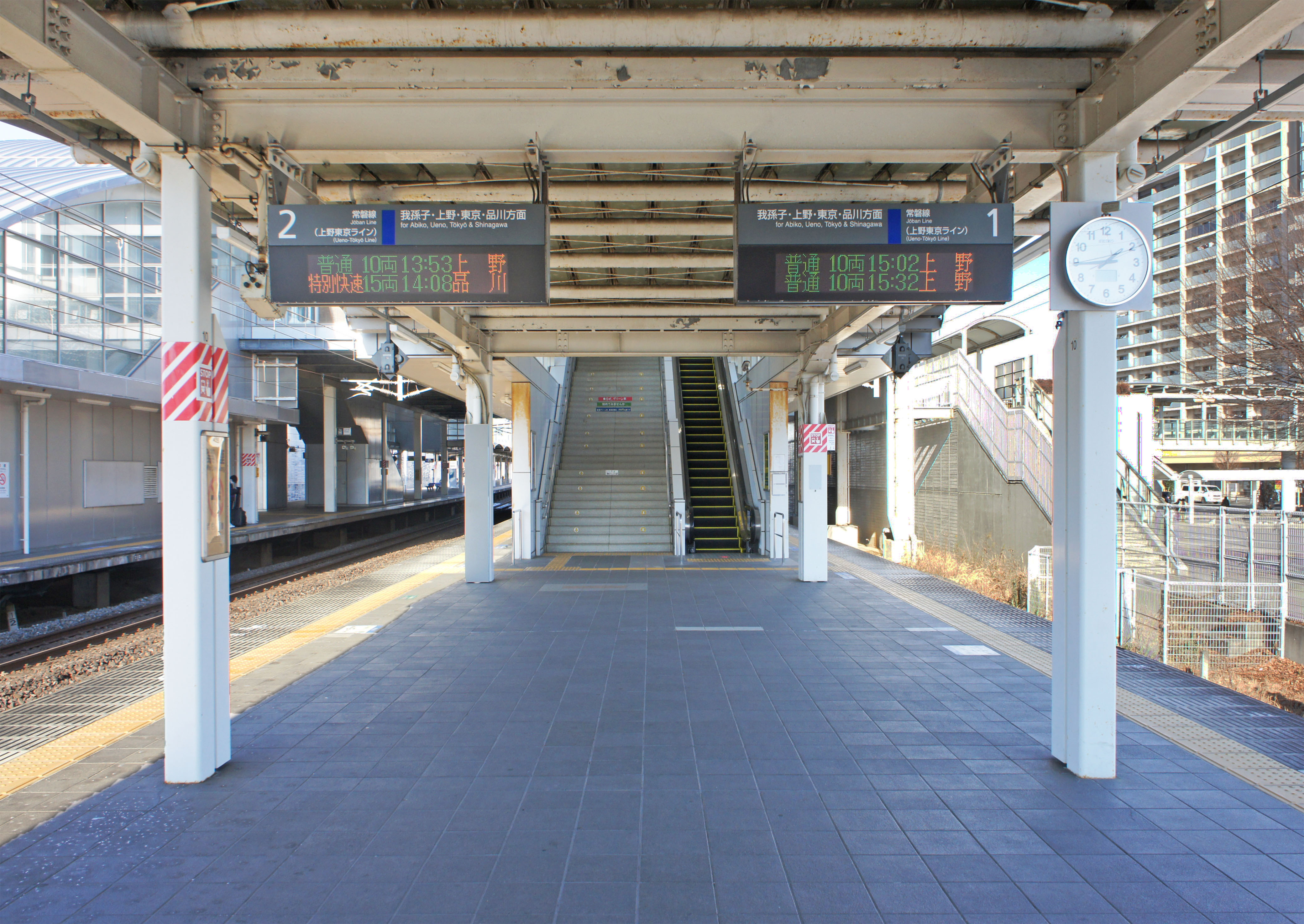
1・2番線ホーム（2022年1月）
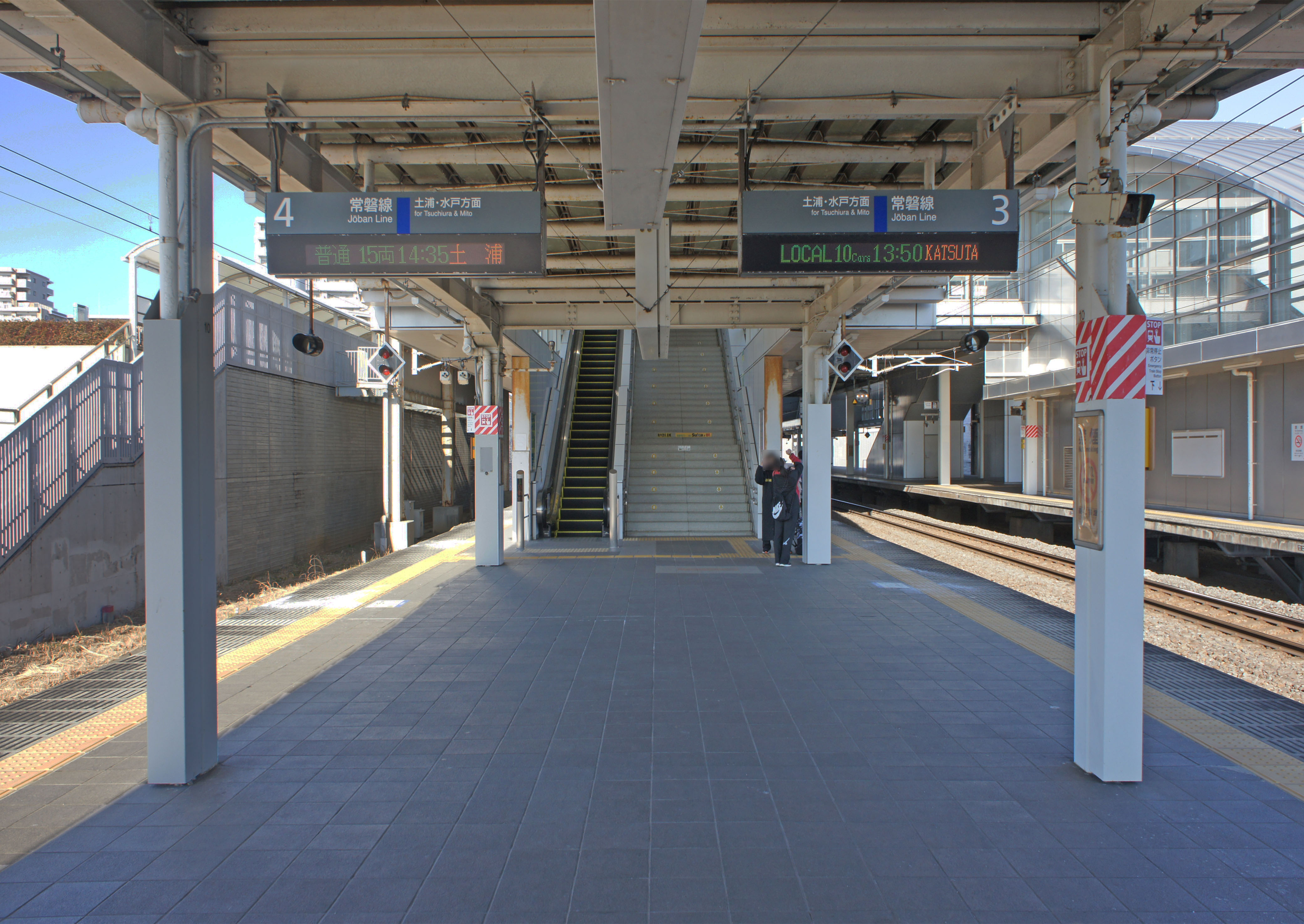
3・4番線ホーム（2022年1月）

## 利用状況
JR東日本によると、2023年度（令和5年度）の1日平均乗車人員は6,301人である。
2000年度（平成12年度）以降の推移は以下のとおりである。
| 乗車人員推移       | 乗車人員推移     | 乗車人員推移 | 乗車人員推移    |
| 年度               | 1日平均 乗車人員 | 備考         | 出典            |
| ------------------ | ---------------- | ------------ | --------------- |
| 2000年（平成12年） | 4,377            |              | [ 利用客数 2 ]  |
| 2001年（平成13年） | 4,906            |              | [ 利用客数 3 ]  |
| 2002年（平成14年） | 5,430            |              | [ 利用客数 4 ]  |
| 2003年（平成15年） | 6,174            |              | [ 利用客数 5 ]  |
| 2004年（平成16年） | 6,717            |              | [ 利用客数 6 ]  |
| 2005年（平成17年） | 5,912            | TX開業       | [ 利用客数 7 ]  |
| 2006年（平成18年） | 5,151            |              | [ 利用客数 8 ]  |
| 2007年（平成19年） | 5,498            |              | [ 利用客数 9 ]  |
| 2008年（平成20年） | 5,705            |              | [ 利用客数 10 ] |
| 2009年（平成21年） | 5,797            |              | [ 利用客数 11 ] |
| 2010年（平成22年） | 5,815            |              | [ 利用客数 12 ] |
| 2011年（平成23年） | 5,849            |              | [ 利用客数 13 ] |
| 2012年（平成24年） | 6,112            | イオン開業   | [ 利用客数 14 ] |
| 2013年（平成25年） | 6,439            |              | [ 利用客数 15 ] |
| 2014年（平成26年） | 6,316            |              | [ 利用客数 16 ] |
| 2015年（平成27年） | 6,657            |              | [ 利用客数 17 ] |
| 2016年（平成28年） | 6,787            |              | [ 利用客数 18 ] |
| 2017年（平成29年） | 6,885            |              | [ 利用客数 19 ] |
| 2018年（平成30年） | 6,973            |              | [ 利用客数 20 ] |
| 2019年（令和元年） | 6,952            |              | [ 利用客数 21 ] |
| 2020年（令和02年） | 4,957            |              | [ 利用客数 22 ] |
| 2021年（令和03年） | 5,249            |              | [ 利用客数 23 ] |
| 2022年（令和04年） | 5,824            |              | [ 利用客数 24 ] |
| 2023年（令和05年） | 6,301            |              | [ 利用客数 1 ]  |

当駅が目的の利用者は開業時より筑波研究学園都市の研究所や高校・大学などつくば市方面（学園西大通り沿い）の通学・通勤者が多かった。牛久栄進高校（牛久市）・環境研究所・気象研究所・産総研（西）などがあり、荒川沖駅の役割から取って代わったものであった。首都圏新都市鉄道つくばエクスプレス線（TX）の開業により利用者は一旦大きく減少したが、その後の駅周辺開発地区の人口増加により、駅周辺居住者の東京方面通勤が増え、TX開業前のピークを上回っている。
開業当時は5 - 10 km程度離れたつくば市谷田部地区・桜地区と二次交通結節（路線バスや自家用車）よる利用者も多く（2004年度（平成16年度）は6,717人）、駅勢圏は学園西大通りに沿って北西方向に直線的であったが、2005年度（平成17年度）にはTXの開業による影響で二次交通結節利用は減少し、つくば市方面のバスの便数は微減傾向にある。一方、2012年度（平成24年度）末には「イオンモールつくば」が5 km圏内に開業し、定期外旅客のバス結節利用が再び盛り返している。

## 当駅の位置の特徴

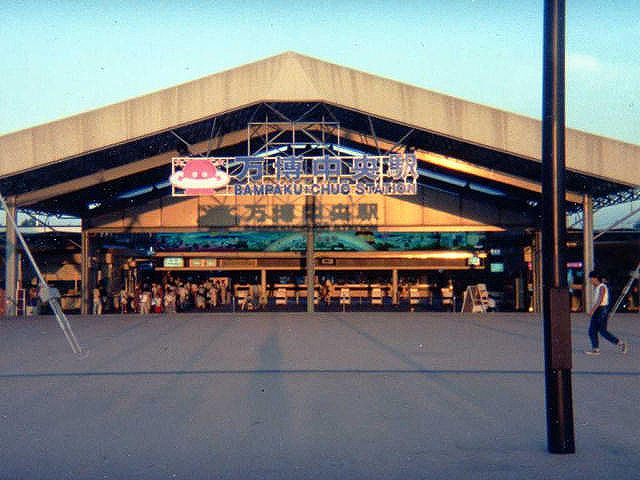
1985年開設された臨時駅である万博中央駅の駅舎（1985年撮影）。同じ地点であるがひたち野うしく駅の駅舎に当時の面影はない

### 万博中央駅の跡地

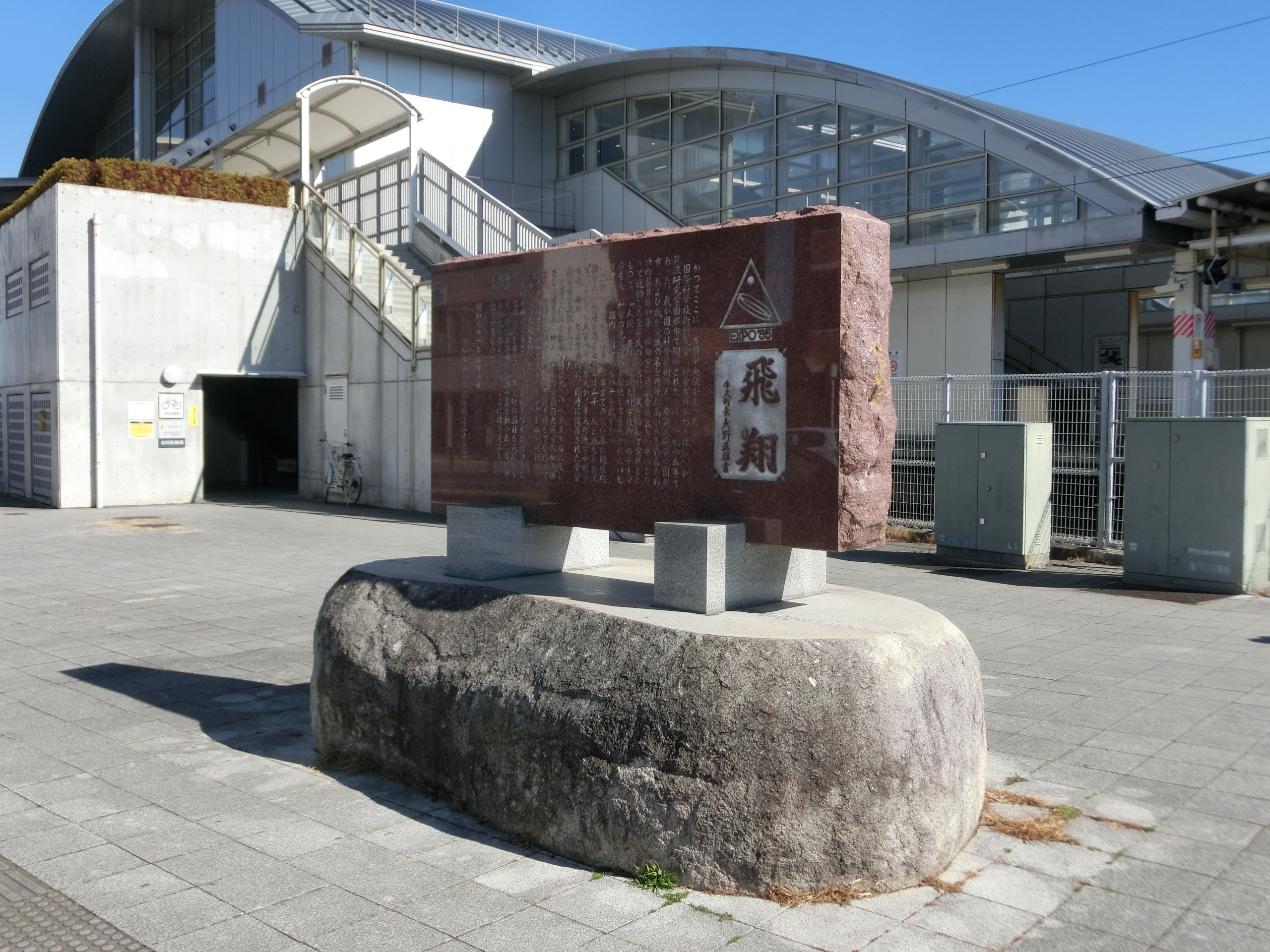
西口にある万博中央駅の記念碑

当駅は、1985年（昭和60年）に開催された国際科学技術博覧会（科学万博）開催時の臨時駅・万博中央駅の跡地に、1998年（平成10年）3月14日に開業した（万博中央駅は、1985年3月14日 - 9月16日の間に開設された。詳しくは「つくば科学万博の交通」を参照）。牛久市と住宅・都市整備公団（現・都市再生機構（UR））が建設費用を負担した請願駅として建設された。当初、JR東日本は採算性から新駅設置には難色を示していたが、建設費用全額を牛久市および公団が負担することで、建設に合意した。
ただし、当駅は、科学万博終了後に閉鎖された旧・万博中央駅との直接的な関連はないとされている。
2009年（平成21年）に、当駅西口に万博中央駅の記念碑が設置されている。

### つくばセンターへのアクセス道路
学園西大通りの南端に位置する筑波研究学園都市アクセスのために造られた臨時駅跡地という立地条件のため、常磐線とつくばセンターを結ぶ路線バス結節駅としての価値があるものであった。同じくつくばセンターへのバス結節駅でもある隣駅荒川沖駅より若干距離が長いが、学園西大通りは駅前の国道6号をはじめ国道354号をアンダーパスするため信号待ちに引っ掛かることが少なく、バスが遅れることがまれである安定したアクセス経路で知られ、途中の牛久栄進高校や環境研究所、気象研究所を含めて学園都市（一部除く）方面と東京方面を移動する際、常磐線を利用する場合に当駅が多く利用されていた。
当駅開業約7年後の2005年（平成17年）につくばエクスプレス線が開通し、つくばセンターにつくば駅ができたことで、東京方面から鉄道でアクセスする利用客の多くがつくばエクスプレスに移行し、隣の荒川沖駅とともに最寄駅でなくなり、バス乗り換え客が減少した。

## 駅周辺
新興住宅街として開発が進んでいる。
現在の駅ができるまでは、駅付近は野原であった。最も近い集落は、東大和田、中根、下根である。
1998年（平成10年）に開業した当駅周辺は、JR東日本と都市公団（当時）などによる宅地開発が行われ、現在も進行中である。駅周辺は駐車場が広がっていて、パークアンドライドでつくば市方面より通勤・通学している人は少なくなかった。その駐車場の多さから「駐車場砂漠」と揶揄（やゆ）され、つくばエクスプレスの駅前開発に当たっては当駅が反面教師にされたが、近年は新たな店舗や分譲マンション用地としての転用が進んでいる。ホームの真下を学園西大通りが通っている。駅西約200メートル付近を国道6号が通る。
住民基本台帳に関する統計によると駅周辺の地区であるひたち野西とひたち野東の2020年（令和2年）5月1日現在の世帯数は合わせて6,356世帯、人口は合わせて16,713人である。
駅東口には駅の開設に合わせて分譲マンションが建てられたが、それとは別に2003年頃より駅周辺に10棟前後の分譲マンションの建設が始まっているほか、2007年頃より一戸建て住宅の販売も盛んに行われている。
2006年（平成18年）12月13日に西友が開店した。立地の選定から建物の設計までウォルマートと共同で行った第1号店である。

### 東口
- ひたち野リフレ
  - ひたち野うしく郵便局

駅直結形ビル
- 常陽銀行
- 筑波銀行
- 西友（茨城県牛久市ひたち野東22-1[8]、2006年12月13日開店[8]）
- カワチ薬品
- WonderGOO
  - TSUTAYA
- アクロスプラザひたち野うしく
  - ザ・ダイソー
  - ツルハドラッグ
  - ABC-MART
  - AOKI
- ホーマック
- 茨城県牛久警察署
- 牛久運動公園 - 徒歩またはコミュニティバス「牛久運動公園」下車
- カスミ フードスクエアひたち野牛久店
- 日テレハウジングプレイスうしく
- つくば調理製菓専門学校
- 牛久市立下根中学校
- タイヨーひたち野牛久店
- 二所ノ関部屋

### 西口
- 万博中央駅記念碑
- 国道6号
- ケーズデンキ
- ベル・ザ・クラス（結婚式場）
- 牛久市立ひたち野うしく小学校
- 牛久市立ひたち野うしく中学校[9]
- ヨークベニマル[10]

## バス路線
筑波研究学園都市方面を含めた路線バスはすべて東口発着である。かつては茨城観光自動車（茨観）の路線も乗り入れていた。

### 東口
1番のりば
- 関東鉄道
  - 32A：筑波大学病院行 ※土休日運休
  - 36：建築研究所行 ※平日朝運転
- 関東鉄道・ジェイアールバス関東
  - 31・31A：つくばセンター行

2番のりば
- 牛久市コミュニティバス
  - 運動公園ルート：牛久駅東口行
- 稲敷エリア広域バス[11]
  - 江戸崎・牛久ルート：江戸崎行
- 関東鉄道・京成バス千葉イースト
  - エアポートライナーNATT'S：成田空港行 ※現在は非経由

3番のりば
- 牛久市コミュニティバス
  - ひたち野うしくルート：ひたち野うしく駅東口行

### 西口
長らく定期路線バスの発着はなかったが、2020年10月1日よりコミュニティバスが経由するようになった。なお、つくば市方面のバスは開設以降一貫して東口発着である。
1番のりば（牛久市コミュニティバス）
- ひたち野うしくルート：ひたち野うしく駅東口行

## 隣の駅
東日本旅客鉄道（JR東日本）
■常磐線
- 特急「ときわ」一部停車駅

■特別快速・■普通
牛久駅 - ひたち野うしく駅 - 荒川沖駅

### 記事本文